# Microrégion de Barretos
 (février 2025).
Si vous disposez d'ouvrages ou d'articles de référence ou si vous connaissez des sites web de qualité traitant du thème abordé ici, merci de compléter l'article en donnant les références utiles à sa vérifiabilité et en les liant à la section « Notes et références ».
La microrégion de Barretos est l'une des sept microrégions qui subdivisent la mésorégion de Ribeirão Preto de l'État de São Paulo au Brésil.
Elle comporte 3 municipalités qui regroupaient 133 868 habitants en 2006 pour une superficie totale de 2 717 km².

## Municipalités[1]
- Barretos
- Colina
- Colômbia